# 蒂勒
蒂勒（法語：Tulle，法語：[tyl] ⓘ），法国中南部城市，新阿基坦大区科雷兹省的一个市镇，同时也是该省的省会，下辖蒂勒区，其市镇面积为24.44平方公里，2022年1月1日时人口数量为13,602人，在法国城市中排名第646位。
蒂勒位于法国中央高原西部，是一个区域性的中心城市和交通枢纽，市区位于科雷兹河谷之中，主要建筑物和居民区沿河呈带状分布，四周为陡峭的山地，蒂勒由此又被称为“七岭之城”（la ville aux sept collines）。
蒂勒是法国足球运动员劳伦·科斯切尔尼的出生地。此外法国第24任总统弗朗索瓦·奥朗德曾于2001年至2008年间担任该市市长。

## 地名来源

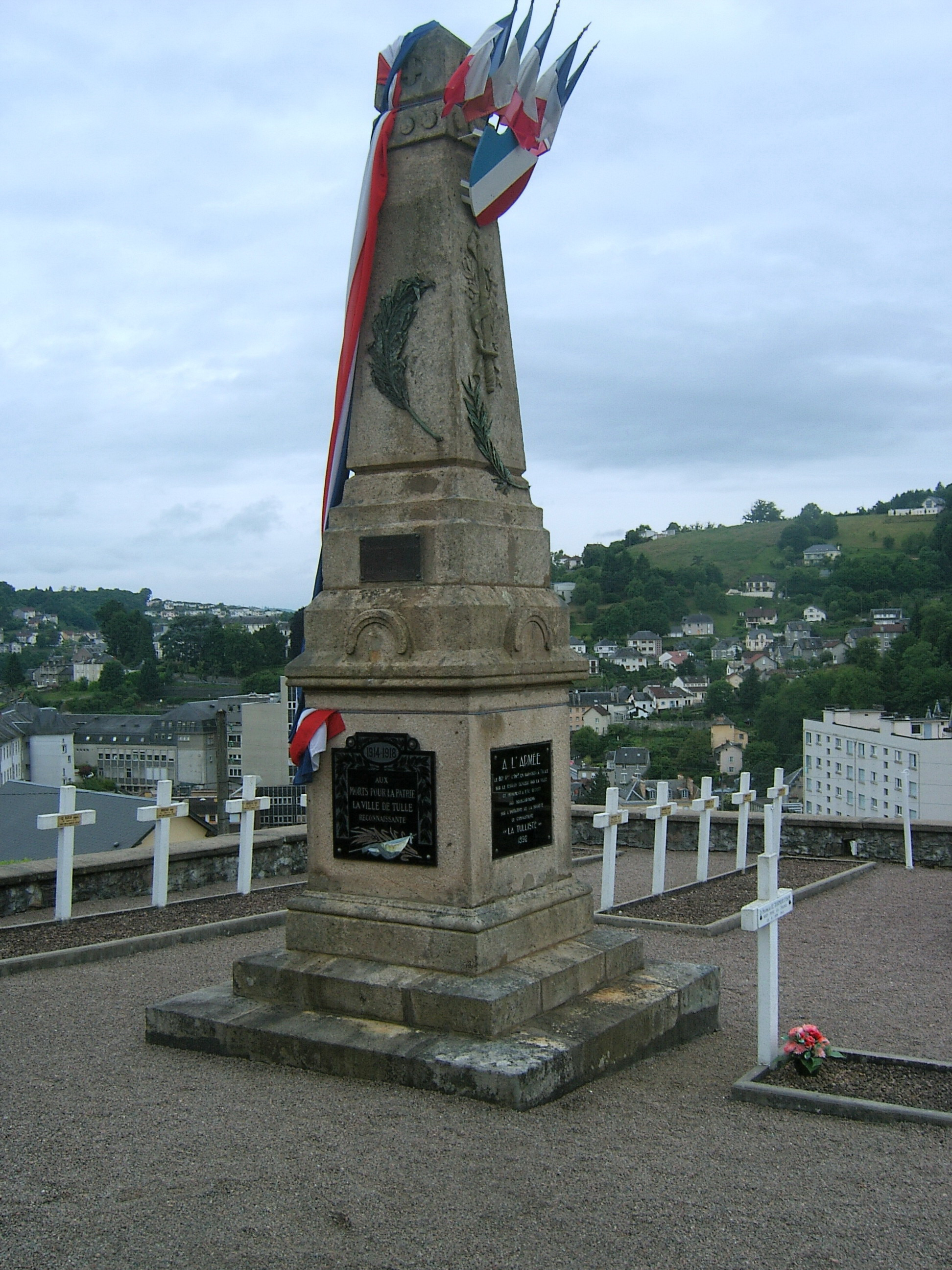
蒂勒二战纪念碑

“蒂勒”一名普遍认为是来源于古罗马宗教人物Tutela，但这一来源尚缺乏相关物证。

## 历史
大约公元4世纪时，曾短居于科雷兹河谷中；公元7世纪左右，奥弗涅伯爵卡尔曼在此修建了一处圣马丁教堂，其周边逐渐形成村落。中世纪中期，西哥特人、撒拉森人和维京人相继入侵此地，圣马丁教堂在战火中被烧毁。1317年，若望二十二世创建天主教蒂勒教区，至中世纪末期，蒂勒人口数量不断增加，成为上利穆赞地区的中心城市。法国大革命后，蒂勒成为科雷兹省的省会。19世纪末期，蒂勒因相对地理位置偏僻而成为重要的大后方城市，一些国营武器工厂在此修建。20世纪初，蒂勒成为科雷兹省地方铁路网的中心，后因设施老化和私家车的普及而停运，部分桥梁等设施被改建成为公路。1944年6月9日，纳粹德军曾在此发动蒂勒大屠杀，118名居民遇害。二战后，蒂勒市区出现了多处现代化建筑，其中高达86米的行政中心大楼于1973年建成，成为当地的标志性建筑物。

## 地理

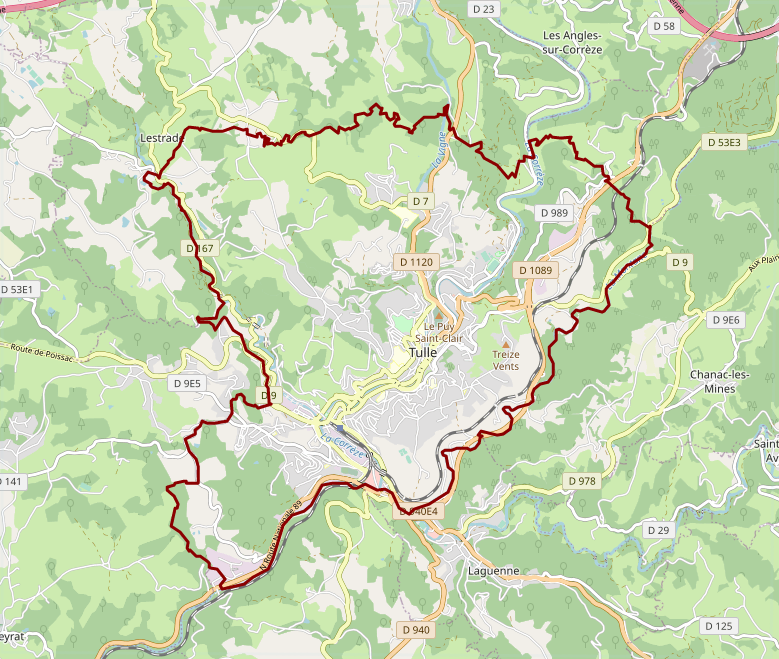
蒂勒市镇范围地图

蒂勒位于法国中南部偏西，新阿基坦大区东部和科雷兹省中西部，距离大区首府波尔多大约228公里。与蒂勒接壤的市镇包括：沙梅拉、沙纳克莱米讷、日梅勒莱卡斯卡德、纳沃、圣福蒂纳德、拉盖讷叙拉瓦卢兹。

### 地形
蒂勒位于法国中央高原西部，科雷兹河谷之中，市区沿河谷呈带状分布，全境海拔在185到460米之间。

### 水文
科雷兹河自东北向西南流经境内，该河是多尔多涅河的一条支流，属于加龙河水系。另有塞罗讷河在此于科雷兹河交汇。

### 植被
蒂勒属于温带落叶林区，市区内的主要绿地分布于科雷兹河沿岸及两侧的山地上。

### 气候
蒂勒在柯本气候分类法中属于温带海洋性气候。
蒂勒境内设有气象站，以下为该气象站的数据（其中日照数据取自布里夫拉盖亚尔德）：
| 蒂勒1981年－2019年  | 蒂勒1981年－2019年 | 蒂勒1981年－2019年 | 蒂勒1981年－2019年 | 蒂勒1981年－2019年 | 蒂勒1981年－2019年 | 蒂勒1981年－2019年 | 蒂勒1981年－2019年 | 蒂勒1981年－2019年 | 蒂勒1981年－2019年 | 蒂勒1981年－2019年 | 蒂勒1981年－2019年 | 蒂勒1981年－2019年 | 蒂勒1981年－2019年 |
| 月份                | 1月                | 2月                | 3月                | 4月                | 5月                | 6月                | 7月                | 8月                | 9月                | 10月               | 11月               | 12月               | 全年               |
| ------------------- | ------------------ | ------------------ | ------------------ | ------------------ | ------------------ | ------------------ | ------------------ | ------------------ | ------------------ | ------------------ | ------------------ | ------------------ | ------------------ |
| 历史最高温 °C（°F） | 18.1 (64.6)        | 24.8 (76.6)        | 27 (81)            | 30.1 (86.2)        | 34 (93)            | 40 (104)           | 40 (104)           | 40.5 (104.9)       | 35.5 (95.9)        | 30.6 (87.1)        | 25.8 (78.4)        | 20.2 (68.4)        | 40.5 (104.9)       |
| 平均高温 °C（°F）   | 8.4 (47.1)         | 10.4 (50.7)        | 14.2 (57.6)        | 17 (63)            | 21 (70)            | 24.6 (76.3)        | 27 (81)            | 26.8 (80.2)        | 22.9 (73.2)        | 18.3 (64.9)        | 12 (54)            | 8.8 (47.8)         | 17.6 (63.7)        |
| 日均气温 °C（°F）   | 4.3 (39.7)         | 5.4 (41.7)         | 8.4 (47.1)         | 10.9 (51.6)        | 14.7 (58.5)        | 18 (64)            | 20.3 (68.5)        | 20 (68)            | 16.4 (61.5)        | 13 (55)            | 7.6 (45.7)         | 4.8 (40.6)         | 12 (54)            |
| 平均低温 °C（°F）   | 0.3 (32.5)         | 0.5 (32.9)         | 2.6 (36.7)         | 4.9 (40.8)         | 8.5 (47.3)         | 11.5 (52.7)        | 13.5 (56.3)        | 13.1 (55.6)        | 9.8 (49.6)         | 7.6 (45.7)         | 3.2 (37.8)         | 0.9 (33.6)         | 6.4 (43.5)         |
| 历史最低温 °C（°F） | −21 (−6)           | −16.1 (3.0)        | −13 (9)            | −7 (19)            | −2 (28)            | −0.5 (31.1)        | 4.7 (40.5)         | 2 (36)             | 0 (32)             | −5.4 (22.3)        | −10 (14)           | −15.5 (4.1)        | −21 (−6)           |
| 平均降水量 mm（）   | 111.5 (4.39)       | 95.3 (3.75)        | 94.6 (3.72)        | 111.2 (4.38)       | 107.6 (4.24)       | 84 (3.3)           | 79.8 (3.14)        | 78.2 (3.08)        | 101.1 (3.98)       | 120.5 (4.74)       | 122.8 (4.83)       | 123.3 (4.85)       | 1,229.9 (48.42)    |
| 月均日照時數        | 91.1               | 113.3              | 169.6              | 177.5              | 215.1              | 241.1              | 256.3              | 241.3              | 200.3              | 137.4              | 85.2               | 79.5               | 2,007.7            |
| 来源：infoclimat.fr |                    |                    |                    |                    |                    |                    |                    |                    |                    |                    |                    |                    |                    |

## 行政区划
蒂勒是法国新阿基坦大区科雷兹省的一个市镇，编号为19272，它也是科雷兹省的省会。蒂勒下辖蒂勒区，管理蒂勒县，同时也是蒂勒城市圈公共社区的办公驻地。
法国国家统计与经济研究所（简称）在进行数据统计时，将蒂勒及相邻的另外5个市镇设为蒂勒城市核心区，并将包括核心区在内的周边共25个市镇划为蒂勒城市区。同时，还将蒂勒市镇分为了7个“块区”（IRIS），以便于统计人口分布情况。

## 交通

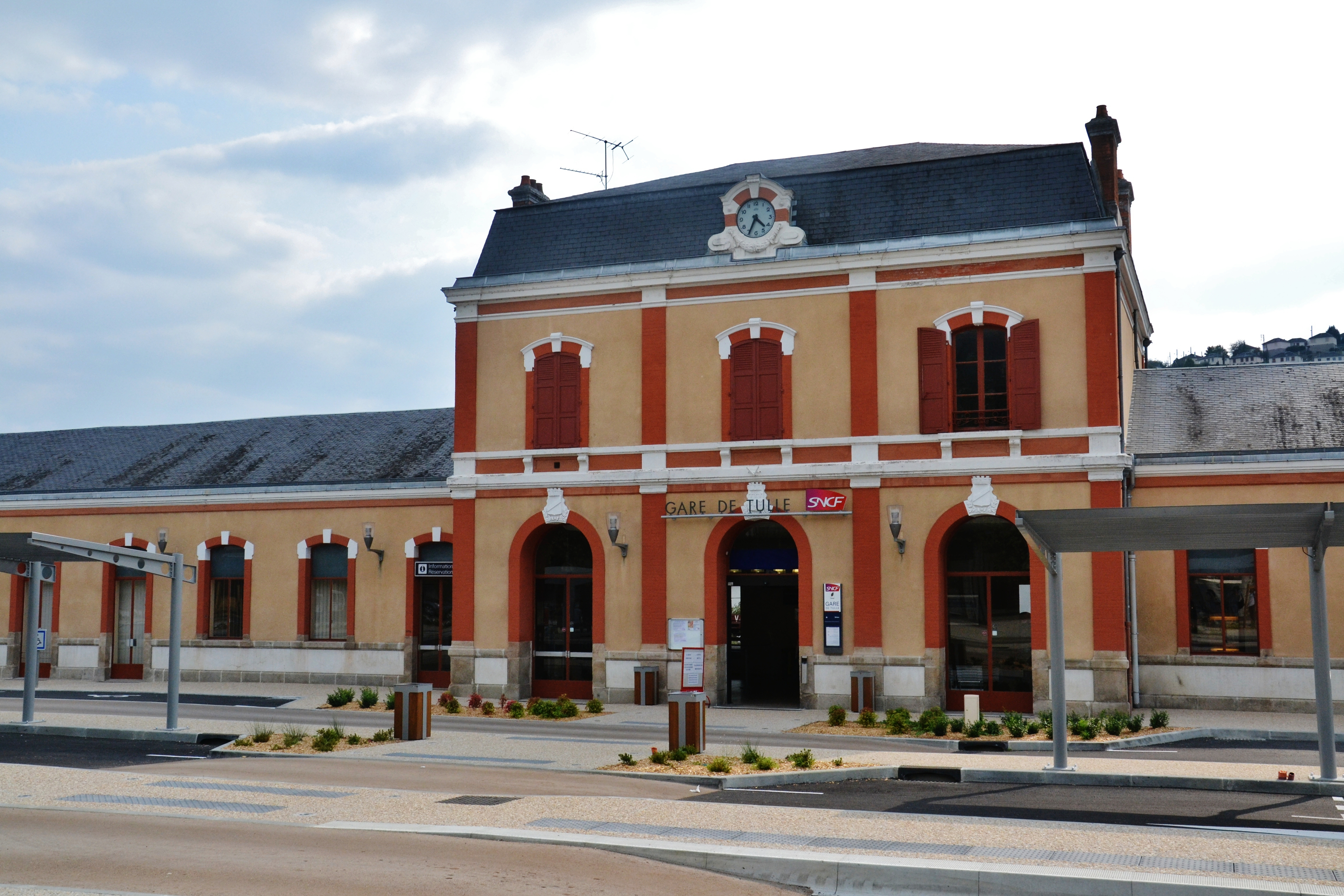
蒂勒火车站

### 公路
法国A89高速公路经过市区北部的纳沃境内，并设有出入口可连接市区。此外多条科雷兹省省道在蒂勒境内交汇，有校车线路可前往利摩日及蒂勒周边的部分市镇。
2016年，64.8%的蒂勒家庭拥有至少一辆的私人汽车。同年，蒂勒境内共发生各类交通事故9起，造成11人受伤。

### 铁路
蒂勒位于库特拉－蒂勒铁路和蒂勒－梅马克铁路的交汇处，两条铁路在此连通运行。蒂勒站位于市区西南部，是一个尽头式的铁路车站，停靠往返于于塞勒和布里夫一线的区域列车，部分班次向西延伸至波尔多。

### 航空
距离蒂勒最近的民用航空站为布里夫-苏亚克机场，距离蒂勒市中心的公路里程约45公里。

### 城市公共交通
蒂勒城市公共交通（商业名称为）是当地的城市公交系统。截至2020年8月，该路网包含了一条摆渡车线路和两条市区公交线，另有定制公交和校车线路。

## 政治

蒂勒行政中心大楼

蒂勒的现任市长为贝尔纳·孔布先生，他是社会的一名成员，在2020年的市政选举中获得了64.35%的支持率。
在2017年的法国总统大选中，法国第25任总统埃马纽埃尔·马克龙在蒂勒获得了77.93%的支持率。
| 蒂勒历届市长   |                    |                      |
| 任期           | 市长               | 党派                 |
| 1944年－1947年 | 朱尔·拉菲          | 不详                 |
| 1947年－1949年 | 克莱蒙·绍松        | PCF法国共产党        |
| 1949年－1959年 | 让·马苏利耶        | RAD激进党            |
| 1959年－1971年 | 让·蒙塔拉          | SFIO工人国际法国支部 |
| 1971年－1977年 | 乔治·穆利          | RPR保衛共和聯盟      |
| 1977年－1995年 | 让·孔巴斯泰伊      | PCF法国共产党        |
| 1995年－2001年 | 雷蒙-马克斯·奥贝尔 | RPR保衛共和聯盟      |
| 2001年－2008年 | 弗朗索瓦·奥朗德    | PS社会党             |
| 2008年－       | 贝尔纳·孔布        | PS社会党             |

## 人口
2017年，蒂勒市镇人口数量为14,836，在法国排名第646位。其中男性6,805人，女性7,648人，75岁及以上人口占11.0%，外籍人口数量为908人，人口密度为607人/平方公里，当地居民被称为。2018年，蒂勒境内出生118人，死亡人口199人。
蒂勒虽然是科雷兹省的省会，但并非该省人口最多的市镇。位于蒂勒西南大约30公里外的布里夫拉盖亚尔德人口数量是蒂勒的近四倍。
| 年份   | 1936   | 1946   | 1954   | 1962   | 1968   | 1975   | 1982   | 1990   | 1999   | 2006   | 2011   | 2016   | 2017   |
| ------ | ------ | ------ | ------ | ------ | ------ | ------ | ------ | ------ | ------ | ------ | ------ | ------ | ------ |
| 人口數 | 15,617 | 18,202 | 19,372 | 19,084 | 20,016 | 20,100 | 18,880 | 17,164 | 15,553 | 15,734 | 14,666 | 14,453 | 14,836 |

## 经济
蒂勒是一个区域性的中心城市，当地共有各类用人单位2,453家，平均历史为19年，行政、医疗及社会服务是当地的主要就业岗位类型。

## 财政收入
2018年，蒂勒的财政收入总额为19,766,300欧元，财政支出总额为17,465,000欧元，当年的债务总额为21,717,800欧元。
2014年，蒂勒的人均收入总额为2,399欧元，其中高职人员为3,767欧元，普通职员为1,736欧元。
2016年，蒂勒境内的青壮年（15至64岁）失业率为12.3%，当地41%的家庭拥有纳税资格。

## 社会事务

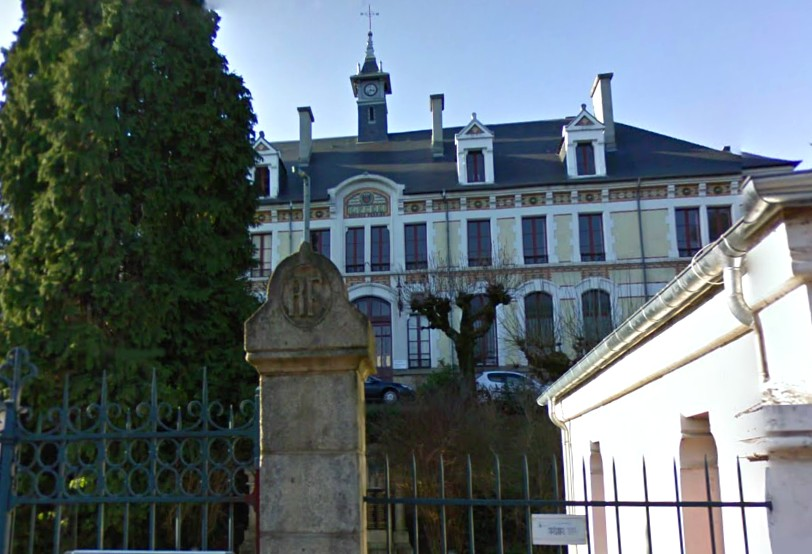
蒂勒市区的一处高级中学

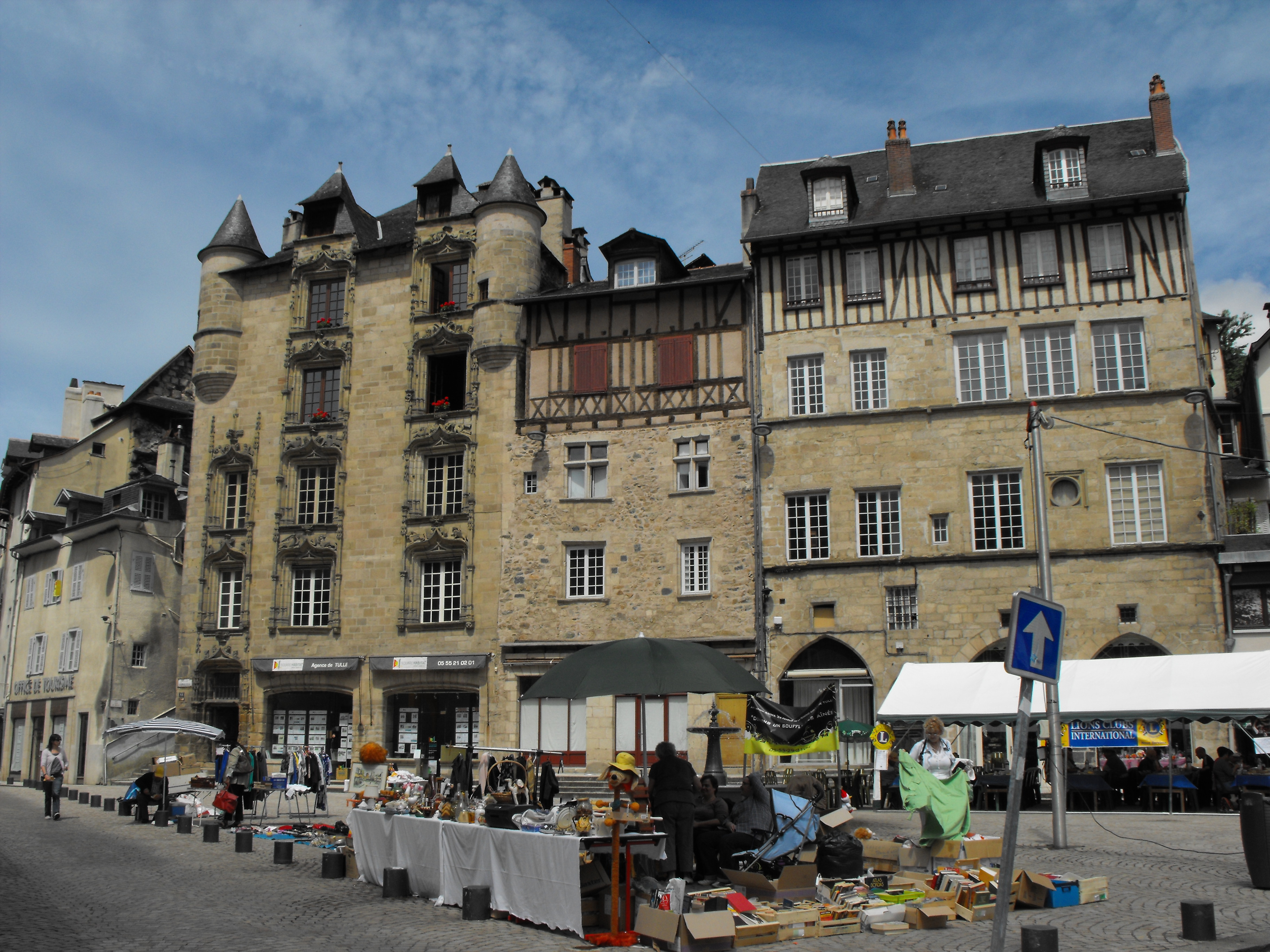
蒂勒市中心的传统建筑

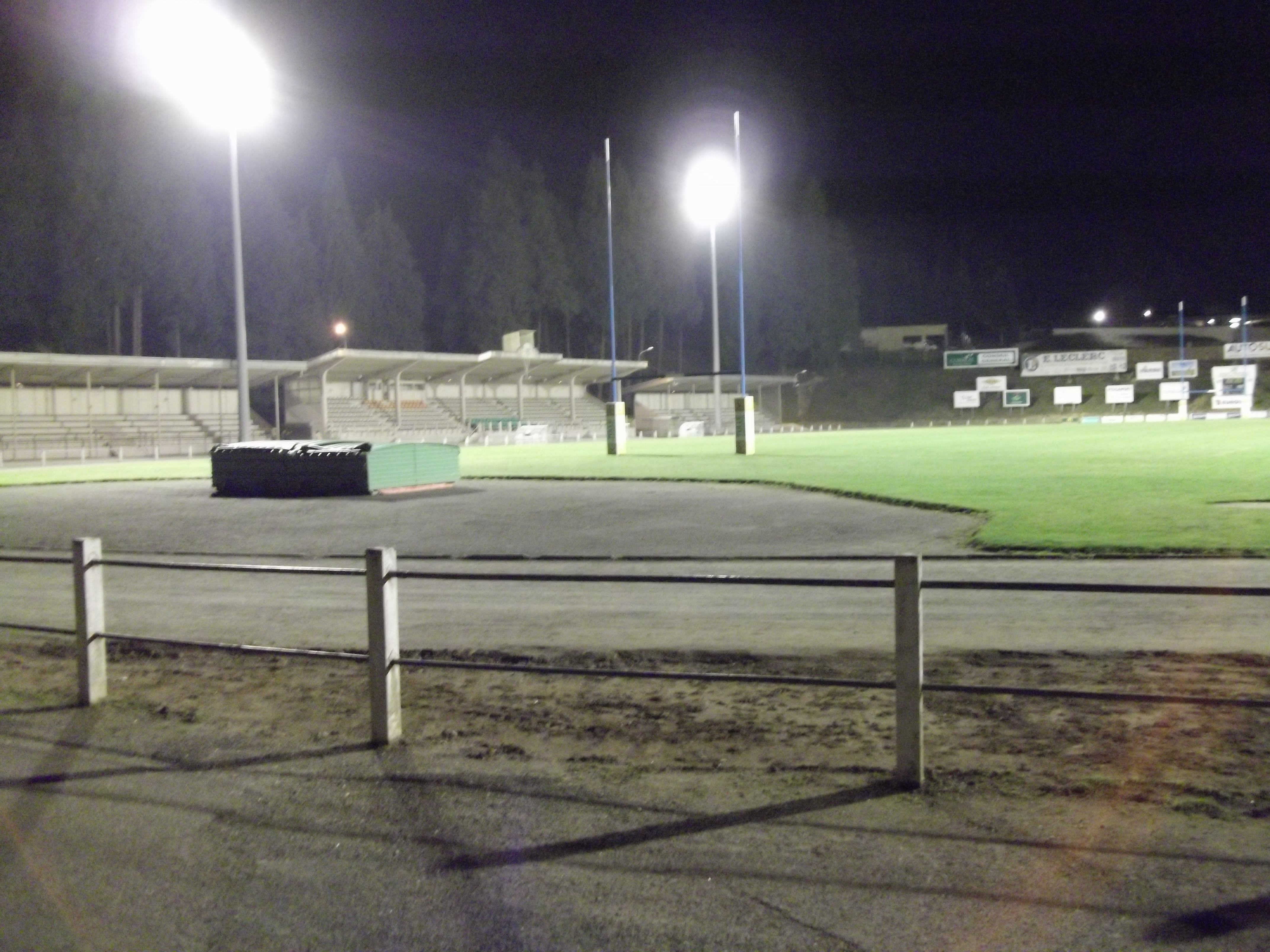
亚历山大·屈埃耶球场

### 教育
蒂勒属于利摩日学区。截止2018年1月1日，蒂勒境内共有2所幼儿园、7所小学、2所初级中学、1所普通高中和1所职业高中。2018至2019学年度，蒂勒境内共有在校中小学生2,214名。
在高等教育方面，利摩日大学应用技术学院（IUT）在蒂勒设有一个校区，其工业工程与维护（Génie industriel et maintenance）和环境卫生安全（Hygiène sécurité environnement）两个专业在此授课。

### 医疗
截止2018年1月1日，蒂勒境内共有全科医生19名、保健师17名、牙医15名、护士21名、眼科医生2名、皮肤科医生2名、助产士3名、儿科医生1名和妇科医生1名。境内共有药房11家、养老院3家、残疾人帮扶中心4家。
蒂勒中心医院，全名为“科雷兹之心中心医院”（Centre hospitalier Coeur de Corrèze），是法国的一个区域性医疗系统，其总部医院位于蒂勒市区，设有床位552个，是当地规模最大的公立综合性医院。

### 住房
2016年，蒂勒境内共有各类住房9,075套，其中80.1%为常住房屋。集中式居民区零星分布于市区各地。

### 商业
2017年，蒂勒境内共有各类商铺959家，其中餐饮服务类493家。市区南北两侧均建有开放式商业街区。

### 体育
2018年，蒂勒境内共有1家游泳池、6间健身房、2座综合体育场、6处网球场、3处足球或橄榄球场以及3处篮球或排球场。
蒂勒科雷兹体育俱乐部是当地的一支橄榄球队，成立于1904年，曾于1979年获得橄榄球法国杯的冠军，2020至2021赛季参加法国橄榄球全国乙级联赛（法戊），其主场亚历山大·屈埃耶球场是当地重要的体育设施。
蒂勒科雷兹足球俱乐部（Tulle Football Correze）是当地的一支足球队，2020至2021赛季参加新阿基坦大区足球联赛。

### 环境
蒂勒的环境事务由其所属的公共社区负责。2017年，蒂勒境内共有1家污染企业。

### 治安
2014年，蒂勒及附近地区共发生各类案件571起，其中盗窃类案件388起，经济类案件75起，毒品交易类案件8起。

## 文化

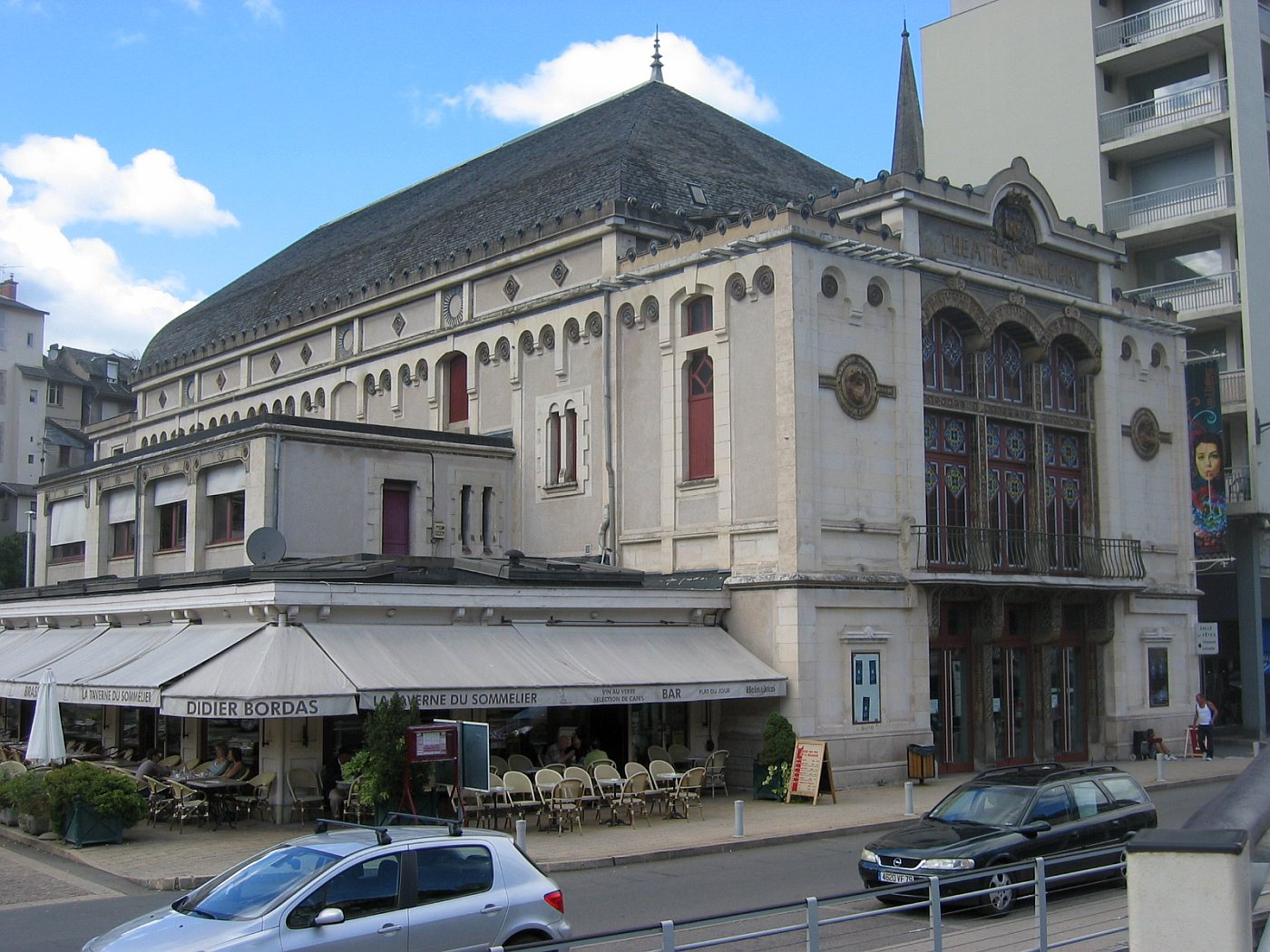
蒂勒市政剧场

2018年，蒂勒境内共有1个剧场、1个电影院、2个博物馆和1个音乐厅。蒂勒市政府提供多媒体中心，向公众全年开放。

### 建筑
蒂勒境内有多处法国国家文物保护单位，其中蒂勒圣母大教堂、蒂勒博物馆、蒂勒市政剧场、科雷兹省政府大楼等为当地的代表性建筑物。

### 旅游
蒂勒的旅游事务由其所属的公共社区负责。2020年，蒂勒境内共有4个宾馆共计100间房间。

### 媒体
法国主要的媒体均可在蒂勒接收，法国电视三台下属的新阿基坦大区频道在部分时段播出蒂勒所属区域的地方新闻。

## 相关人物
法国动物学家埃德蒙·佩里耶、法军官罗贝尔·尼韦勒、导演埃里克·罗默和足球运动员劳伦·科斯切尔尼均出生于蒂勒。此外法国第24任总统弗朗索瓦·奥朗德于2001年至2008年间担任蒂勒市长。

## 友好城市
截至2020年8月，蒂勒共与六座城市互为友好城市关系。

| - 德国 绍恩多夫 - 西班牙 伦特里亚 - 英格兰 伯里 | - 葡萄牙 洛萨达 - 俄羅斯 斯摩棱斯克 - 義大利 杜埃维莱 |